# La xarxa ultra
La xarxa ultra és un documental català de 2024 dirigit pel Raúl Cuevas i guionitzat pel periodista de la Directa David Bou.

## Argument
En una època en què a Catalunya, segons el Centre d'Estudis d'Opinió, un 8% dels joves de la Generació Z s'identifica amb l'extrema dreta, «el doble del que hi ha a la generació immediatament anterior», el documental s'introdueix en l'ecosistema creat a les xarxes socials a internet amb l'objectiu que la propaganda reaccionària arribi al jovent. Per mitjà d'entrevistes als anomenats «fatxatubers», malda per fer evident la guerra cultural que han emprés a fi de ridiculitzar el consens social existents al voltant de qüestions com el feminisme, el col·lectiu LGBTIQ+ o el fenomen migratori.